# Кривчунська сільська рада
Кривчу́нська сільська́ ра́да — адміністративно-територіальна одиниця та орган місцевого самоврядування в Жашківському районі Черкаської області. Адміністративний центр — село Кривчунка.

## Загальні відомості
- Населення ради: 802 особи (станом на 2001 рік)

## Населені пункти
Сільській раді були підпорядковані населені пункти:
- с. Кривчунка

## Склад ради
Рада складалася з 14 депутатів та голови.
- Голова ради: Павлюк Валентина Василівна
- Секретар ради: Ліщук Тетяна Василівна

### Керівний склад попередніх скликань
| Прізвище, ім'я, по батькові | Основні відомості                                                                                  | Дата обрання | Дата звільнення |
| --------------------------- | -------------------------------------------------------------------------------------------------- | ------------ | --------------- |
| Павлюк Валентина Василівна  | Сільський голова, 1970 року народження, освіта вища, член Всеукраїнського об'єднання «Батьківщина» | 26.03.2006   | 31.10.2010      |
| Павлюк Валентина Василівна  | Сільський голова, 1970 року народження, освіта вища, позапартійна                                  | 31.10.2010   |                 |

Примітка: таблиця складена за даними сайту Верховної Ради України

### Депутати
За результатами місцевих виборів 2010 року депутатами ради стали:

#### За суб'єктами висування
| Суб'єкт висування | Кількість обраних депутатів | %    |
| ----------------- | --------------------------- | ---- |
| Самовисування     | 12                          | 85,7 |
| Партія регіонів   | 2                           | 14,3 |

#### За округами
| № округу        | Прізвище, ім'я, по батькові    | Дата визнання обраним | Освіта             | Партійна приналежність                        | Відомості про обраного депутата                      |
| --------------- | ------------------------------ | --------------------- | ------------------ | --------------------------------------------- | ---------------------------------------------------- |
| Партія регіонів |                                |                       |                    |                                               |                                                      |
| 3               | Конкіна Наталія Іванівна       | 02.11.2010            | вища               | член Партії регіонів                          | тимчасово не працює                                  |
| 9               | Коваленко Катерина Миколаївна  | 02.11.2010            | середня спеціальна | член Партії регіонів                          | ПСП "Глорія"с. Кривчунка, юрист                      |
| Самовисування   |                                |                       |                    |                                               |                                                      |
| 1               | Ліщук Тетяна Василівна         | 02.11.2010            | середня спеціальна | позапартійна                                  | Сільська радас. Кривчунка, секретар                  |
| 2               | Костюк Андрій Іванович         | 02.11.2010            | середня            | позапартійний                                 | тимчасово не працює                                  |
| 4               | Затишна Ірина Іванівна         | 02.11.2010            | середня            | позапартійна                                  | Сільська радас. Кривчунка, бухгалтер                 |
| 5               | Яцюк Юрій Дмитрович            | 02.11.2010            | середня            | член Комуністичної партії України             | тимчасово не працює                                  |
| 6               | Мандибура Любов Костянтинівна  | 02.11.2010            | вища               | член Соціалістичної партії України            | Кривчунська загальноосвітня школа І-ІІІ ст., вчитель |
| 7               | Джемесюк Віра Іванівна         | 02.11.2010            | середня спеціальна | член Політичної партії «Наша Україна»         | Сільська радас. Кривчунка, земле-впорядник           |
| 8               | Фесун Анатолій Михайлович      | 02.11.2010            | вища               | член Всеукраїнського об'єднання «Батьківщина» | пенсіонер                                            |
| 10              | Дзюба Людмила Петрівна         | 02.11.2010            | середня спеціальна | член Комуністичної партії України             | ФГ «Клевань», кухар                                  |
| 11              | Коваленко Сергій Миколайович   | 02.11.2010            | середня спеціальна | позапартійний                                 | СБКс. Кривчунка, директор                            |
| 12              | Загоруйко Петро Іванович       | 02.11.2010            | середня            | член Політичної партії «Наша Україна»         | ПСП «Глорія», гол. інженер                           |
| 13              | Клеванська Валентина Василівна | 02.11.2010            | середня спеціальна | позапартійна                                  | ФГ «Клевань», обліковець                             |
| 14              | Джемесюк Вікторія Анатоліївна  | 02.11.2010            | вища               | член Соціалістичної партії України            | Кривчунська загальноосвітня школа І-ІІІ ст., вчитель |